# Brodowski
Brodowski is een gemeente in de Braziliaanse deelstaat São Paulo. De gemeente telt 20.485 inwoners (schatting 2009).

## Aangrenzende gemeenten
De gemeente grenst aan Altinópolis, Batatais, Jardinópolis, Ribeirão Preto en Serrana.

## Geboren
- Cândido Portinari (1903-1962), kunstschilder